# Савченко Григорій Олексійович
Савченко Григорій Олексійович (1886 — ?) — підполковник Армії УНР.

## Біографія
Народився у місті Павлоград.
Станом на 1 січня 1910 року — підпоручик 3-го Владивостоцького фортечного артилерійського батальйону. Останнє звання у російській армії — підполковник.
У 1920–1921 роках — помічник командира та в. о. командира 1-ї Запорізької гарматної бригади Армії УНР.
Подальша доля невідома.